# Oventrop (Unternehmen)
Oventrop ist ein Unternehmen der metallverarbeitenden Industrie, das als GmbH & Co. KG firmiert.
Oventrop wurde in Altena gegründet und später nach Bigge (Olsberg) verlegt. Die Geschichte des Unternehmens ist ein Beispiel für die gewerbliche Verflechtung des früh industrialisierten Märkischen Sauerlands und des gewerblich eher peripheren (Kölner) Sauerlands im 19. und frühen 20. Jahrhundert.

## Geschichte
Arnold Oventrop (1820–1871) gründete 1851 die Arnold Oventrop & Co. Messing- und Broncewaarenfabrik zu Altena. Von Beginn an konzentrierte sich das Unternehmen auf die Bearbeitung von Kupfer- und Messingmetallen, etwa für Tür- oder Möbelbeschläge. Da die Stadt Altena inzwischen hoch industrialisiert war und die Arbeitskräfte knapp wurden, verlegte die Firma Oventrop zwischen 1886 und 1904 ihre Produktionsstandorte nach Grüne (Stadt Iserlohn), Bigge (Olsberg), Brilon und Kirchhundem. Im Jahr 1906 wurden die meisten Betriebe bis auf das Werk in Bigge und Iserlohn aufgegeben. 1922 wurden beide Betriebe voneinander unabhängig. Paul Oventrop führte das Unternehmen unter dem Namen F. W. Oventrop Arn. Sohn in Bigge weiter, während Otto Adolf Oventrop den Betrieb in Grüne (Iserlohn) übernahm. In etwa gleichzeitig konzentrierte sich das Werk in Bigge auf die Produktion von Armaturen. Bereits in den 1950er Jahren wurden die Familien Fähnrich und Rump Gesellschafter der Firma, die damit die alte Eigentümerfamilie abzulösen begannen. Mit dem Boom der Ölheizung in den 1950/60er-Jahren stieg das Unternehmen zum führenden Anbieter von Ölarmaturen auf. Mit dem Nachlassen der Nachfrage in der Folge der ersten Ölpreiskrise in den frühen 1970er-Jahren geriet die Firma in eine existenzbedrohende Krise. In den folgenden Jahrzehnten konzentrierte man sich vor allem auf die Herstellung von Thermostatventilen (für Gasheizungen). Mit diesem Programm war das Unternehmen so erfolgreich, dass 1980 erneut ein Zweigbetrieb in Brilon gegründet wurde; dieser wurde durch einen Hallenneubau 2010 großflächig erweitert. Zu Beginn des neuen Jahrtausends setzte die Firma, die seit 1998 F.W. Oventrop GmbH & Co. KG heißt, etwa 185 Millionen DM um und beschäftigte circa 800 Mitarbeiter.
Einzelne Armaturen aus den Baureihen des Unternehmens findet man auch im Museum of Modern Art, New York.